# Sebestyén György (könyvtáros)
Sebestyén György (Budapest, 1946. november 26. –) könyvtáros, az ELTE Bölcsészettudományi Karának professor emeritusa. Sebestyén Géza (1912–1976) könyvtáros fia.

## Életútja
Felsőfokú tanulmányait az ELTE Bölcsészettudományi Kar (ELTE-BTK) francia nyelv és irodalom–könyvtár szakán végezte 1965 és 1971 között. 1974-ben angol szakos végbizonyítványt szerzett.
1971–1972-ben a Központi Statisztikai Hivatal Számítástechnikai Tájékoztatási Irodájában, 1973–1974-ben az Országos Vezetőképző Intézet Tájékoztatási Osztályán dolgozott. 1974-től 1979-ig a párizsi Magyar Intézet könyv- és médiatárának igazgatója, 1980 és 1987 között a Magyar Tudományos Akadémia Könyvtárának főkönyvtárosa, utóbb tudományos főmunkatársa volt. 1987 óta tanít az ELTE Bölcsészettudományi Kar (ELTE-BTK) Könyvtártudományi Tanszékén. 1998-tól 2012-ig vezette a könyvtártudományi tanszéket (2006-tól egyetemi tanárként), 2000-től 2013 tavaszáig a könyvtártudományi doktori programot, 2007-től 2011-ig pedig az Informatikai és Könyvtártudományi Intézetet. 2013-ban megkapta a professor emeritus címet.
1987-ben elnyerte az irodalomtudományok kandidátusa fokozatot. 2010-ben Széchényi Ferenc-díjjal tüntették ki.

## Munkássága
Kutatóként a digitális kultúra és az elektronikus könyvtárak szerepét vizsgálja az információs társadalomban. Emellett az információkereső nyelvek nemzetközi kompatibilitása, az integrált könyvtárgépesítési rendszerek, az elektronikus könyvtárak és a könyvtári adatbázis-építés kutatója.

## Főbb művei
- Az egyetemi könyvtárosképzés ötven éve. Az ELTE Könyvtártudományi Tanszékének rövid története (Budapest, 2001)
- Légy az információs társadalom polgára! (Budapest, 2002)
- Sebestyén György–Tamásné Fekete Adrienn: Könyvtári menedzsment; EKF, Eger, 2011 (Médiainformatikai kiadványok)
- II. Masters of Library and Information Science konferencia. Budapest, ELTE 2009. szept. 24-25. Konferenciakötet; szerk. Sebestyén György, Habók Lilla, Nemes László; ELTE BTK Könyvtártudományi Szakos Hallgatói Érdekképviselet, Bp., 2011